# كارلو بارولا

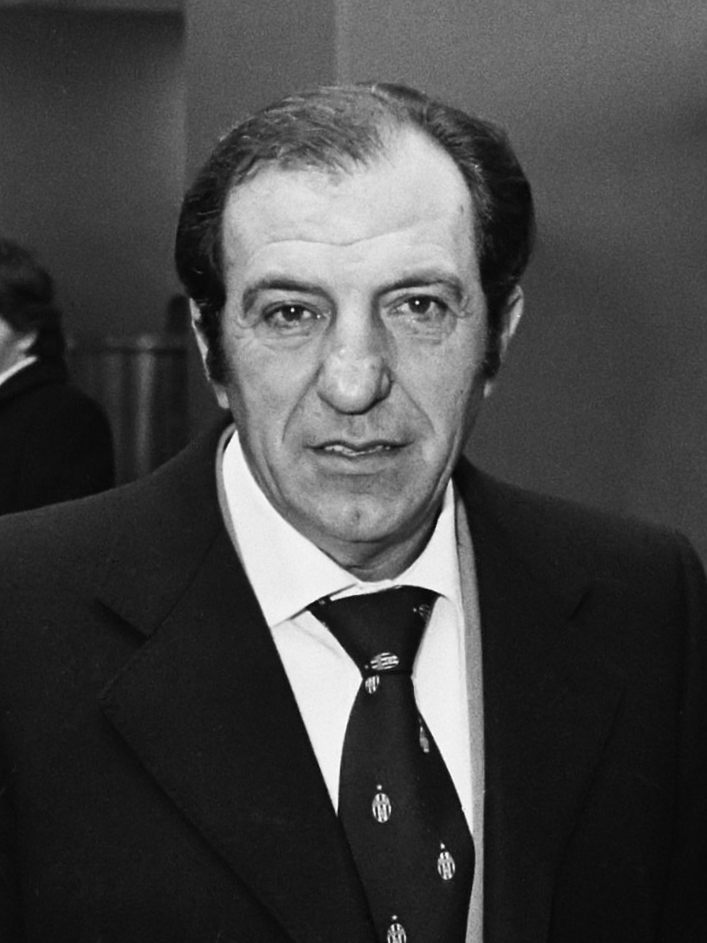
كارلو بارولا

كارلو بارولا (بالإيطالية: Carlo Parola)‏ هو لاعب ومدرب كرة قدم إيطالي سابق. ولد في مدينة تورينو الإيطالية يوم 20 سبتمبر 1921 وبها توفي في 22 مارس 2000. يعتبر بارولا من رموز نادي يوفنتوس الإيطالي والذي لعب له من 1939 إلى 1954 كما دربه فترات متقطعة خلال الستينيات والسبعينات.

## مسيرته الكروية
لعب كارلو بارولا خلال مسيرته الاحترافية مع ناديين في أربعة عشر موسمًا وسجل خلالها 9 أهداف ضمن 317 مباراة. حيث فاز في موسم واحد بالكأس وفي ثلاثة مواسم بالدوري.
خاض كارلو بارولا مسيرته مع نادي يوفنتوس في موسم 1939–40 ليلعب معه ثلاثة عشر موسمًا، مشاركًا في 310 مباراة سجل خلالها 9 أهداف. ثم انتقل إلى نادي لاتسيو في موسم 1954–55 لمدة موسم واحد، حيث شارك في 7 مباريات ولم يسجل أي هدف.

## روابط خارجية
- كارلو بارولا على موقع الاتحاد الدولي (مؤرشف)  (الإنجليزية)
- كارلو بارولا على موقع قاعدة بيانات كرة القدم.إي يو (الإنجليزية)
- كارلو بارولا على موقع ناشيونال فوتبول تيمز (الإنجليزية)
- كارلو بارولا على موقع عالم كرة القدم.نت (الإنجليزية)